# Pepper&Carrot
Pepper&Carrot is een open source webstripreeks door de Franse tekenaar David Revoy. De serie is opgebouwd uit kleine afleveringen over tienerheks Pepper en haar rosse kat Carrot. De verhalen zijn bedoeld om voor iedereen toegankelijk te zijn, en bevatten dan ook geen geweld en worden vertaald naar meer 28 talen.
Revoy maakt de stripreeks uitsluitend met vrije software, zoals als Krita en Inkscape. Voor elke afbeelding worden de Krita-bronbestanden beschikbaar gemaakt.

## Licentie
Alle Pepper&Carrot-kunst is beschikbaar onder de Creative Commons Naamsvermelding 4.0-licentie. Revoy moedigt fanart en andere afgeleide werken expliciet aan.

## Lijst van afleveringen
Ongeveer maandelijks verschijnt een nieuwe aflevering.
| Nummer | Titel                        | Originele titel          | Publicatiedatum | Aantal patrons |
| ------ | ---------------------------- | ------------------------ | --------------- | -------------- |
| 1      | De vliegdrank                | The Potion of Flight     | 2014-05-10      | 0              |
| 2      | Regenboogdrankjes            | Rainbow Potions          | 2014-07-25      | 21             |
| 3      | De geheime ingrediënten      | The Secret Ingredients   | 2014-10-03      | 93             |
| 4      | Een geniaal moment           | Stroke of Genius         | 2014-11-21      | 156            |
| 5      | Speciale Kerstmis-aflevering | Special holiday episode  | 2014-12-19      | 170            |
| 6      | De toverdrankwedstrijd       | Le concours de potion    | 2015-03-28      | 245            |
| 7      | De wens                      | Le souhait               | 2015-04-30      | 245            |
| 8      | Peppers verjaardagsfeest     | L'anniversaire de Pepper | 2015-06-28      | 354            |
| 9      | Het medicijn                 | Le remède                | 2015-07-31      | 406            |
| 10     | Zomerspecial                 | Spécial été              | 2015-08-29      | 422            |
| 11     | De heksen van Chaosah        | Les sorcières de Chaosah | 2015-09-30      | 502            |
| 12     | Herfstschoonmaak             | Rangement d'Automne      | 2015-10-31      | 575            |
| 13     | Het slaapfeestje             | La Soirée Pyjama         | 2015-12-08      | 602            |
| 14     | De drakentand                | La Dent de Dragon        | 2016-01-29      | 671            |
| 15     | De glazen bol                | La Boule de Cristal      | 2016-03-25      | 686            |
| 16     | De wijze op de berg          | Le Sage de la Montagne   | 2016-04-30      | 671            |
| 17     | Een nieuwe start             | Un Nouveau Départ        | 2016-06-30      | 719            |
| 18     | De ontmoeting                | La Rencontre             | 2016-08-05      | 720            |
| 19     | Vervuiling                   | Pollution                | 2016-10-26      | 755            |
| 20     | De picknick                  | Le Pique-nique           | 2016-12-17      | 825            |
| 21     | De magiewedstrijd            | Le Concours de Magie     | 2017-02-23      | 816            |
| 22     | De stemkastjes               | Le système de vote       | 2017-05-30      | 864            |
| 23     | Grijp je kans                | Saisir la chance         | 2017-08-10      | 879            |
| 24     | De eenheidsboom              | The Unity Tree           | 2017-12-15      | 810            |
| 25     | Loon naar werken             | There Are No Shortcuts   | 2018-05-17      | 909            |
| 26     | Boeken zijn geweldig         | Books Are Great          | 2018-07-28      | 1 098          |
| 27     | Korianders uitvinding        | Coriander's Invention    | 2018-10-31      | 1 060          |
| 28     | De feestelijkheden           | The Festivities          | 2019-01-24      | 960            |

## Donaties
Revoy wil de stripindustrie revolutioneren door tussenstappen in het productieproces te elimineren. Hoewel Pepper&Carrot gratis is, moedigt hij mensen aan hem te ondersteunen op Patreon, een crowdfundingplatform, door een klein geldbedrag te doneren per nieuwe aflevering. Patreon rekent 5% provisie aan, bovenop transactiekosten. Dit is beduidend minder dan een traditionele keten waarin de uitgever, verdelers en handelaars elk een deel van de winst claimen.

## Bordspel
Loyalist Games ontwierp een bordspel op basis van aflevering 6 van de strip. Net als het origineel is het beschikbaar onder een Creative Commons-licentie. Het instructieboekje is vertaald in het Nederlands, Frans, Spaans en Engels.